# آرثر غور
آرثر غور (1866 في نيوزيلندا - 29 سبتمبر 1944) (بالإنجليزية: Arthur Gore)‏ هو لاعب كريكت نيوزلندي. لعب مع Wellington cricket team ‏.

## وصلات خارجية
- آرثر غور على موقع إي آس بي آن كريك إنفو (الإنجليزية)